# Tekken 3D: Prime Edition
Tekken 3D: Prime Edition (鉄拳3D プライムエディション?, Tekken Surī Dī Puraimu Edishon) è un picchiaduro sviluppato e pubblicato da Namco Bandai per Nintendo 3DS. Rappresenta il secondo gioco della serie Tekken, dopo Tekken Advance, ad essere pubblicato in esclusiva per una console Nintendo. Incluso nella scheda di gioco è presente anche il lungometraggio in computer grafica Tekken: Blood Vengeance.

## Modalità di gioco
Il gioco presenta il gameplay classico di Tekken, con i tasti principali ABXY che controllano gli arti del personaggio selezionato e la croce direzionale o il pad analogico per i movimenti; in aggiunta sul touch screen della console compaiono 4 "pulsanti", ognuno di essi legato ad un attacco specifico del personaggio. È possibile nel menù di pausa o tra le opzioni sul menù principale, cambiare queste caratteristiche anche per i tasti "L" e "R", di default impostati su CAMBIA (scambiano finché sono premuti i tasti del touchscreen con quelli "fisici").
Graficamente il gioco ha una velocità in-game di 60 fps anche con effetto 3D attivato(cala sporadicamente solo in alcuni intermezzi di apertura/chiusura dei match), che comporta animazioni fluide dei personaggi in tutte le situazioni di gioco. La funzione 3D della console viene disabilitata nei match online come compromesso per limitare il più possibile effetti di LAG.

## Personaggi
Lista completa dei personaggi:
- Alisa Bosconovitch
- Anna Williams
- Armor King II
- Asuka Kazama
- Baek Doo San
- Bruce Irvin
- Bryan Fury
- Christie Monteiro
- Craig Marduk
- Devil Jin
- Eddy Gordo
- Leo Kliesen
- Emilie "Lili" de Rochefort
- Feng Wei
- Ganryu
- Heihachi Mishima (presente in versione ringiovanita grazie ad un composto chimico)
- Hwoarang
- Jack-6
- Jin Kazama
- Julia Chang

- Kazuya Mishima
- King II
- Kuma II
- Lars Alexandersson
- Lee Chaolan
- Lei Wulong
- Ling Xiaoyu
- Marshall Law
- Miguel Caballero Rojo
- Mokujin
- Nina Williams
- Panda
- Paul Phoenix
- Raven
- Robert "Bob" Richards
- Roger Jr.
- Sergei Dragunov
- Steve Fox
- Wang Jinrei
- Yoshimitsu
- Zafina

## Menù e modalità di gioco
Sono presenti le seguenti modalità di gioco:
- Sopravvivenza Speciale: modalità di gioco Survival, in cui con una sola barra di energia bisogna affrontare un determinato numero di avversari. Il primo percorso è di 5 battaglie, per proseguire sbloccando anche 10, 20, 40 e 100. Ogni 10 battaglie si affronta una battaglia speciale con condizioni particolari, superandola si ottiene a prescindere dal risultato finale una Carta Tekken.
- Sfida: in questo menù è possibile lottare con altri giocatori usando Internet o la modalità Wireless della console. Serve anche per cambiare il Ranking dei personaggi.
- Battaglia Rapida: scegliendo il proprio lottatore, si affrontano 10 battaglie contro avversari casuali, a parte gli ultimi 3, che sono da considerarsi i "rivali" del personaggio selezionato nella storia di Tekken. È l'unico modo per incrementare offline il Ranking dei personaggi, necessario per sbloccare i colori alternativi delle tenute dei personaggi.
- Allenamento: sala in cui vedere e provare le mosse dei vari personaggi. È possibile impostare il manichino anche per fare match simulati, o configurarlo per provare difesa e/o contromosse su mosse specifiche.
- Carte Tekken: modalità collezionistica, sono 765 figure basate sulla saga di Tekken, come immagini o illustrazioni basate su tutti i personaggi e anche dal film Tekken: Blood Vengeance. Si ottengono giocando in Sopravvivenza Speciale o scambiandole con Streetpass con altri utenti. Da notare che anche scambiate con Streetpass, per visualizzarle occorre pagare con Punti Carta(PC). Per ottenere i PC basta giocare in qualunque modalità o usare le monete di gioco del 3DS. Le carte hanno anche 3 rarità distinte che richiedono più o meno PC.
- Profilo: da qui si imposta il proprio nickname, quale personaggio deve essere evidenziato al momento di entrare nella selezione personaggi, e per ogni personaggio quali colori sono disponibili per entrambi i costumi. Ci sono anche le statistiche.
- Opzioni: schermata per audio, sottotitoli e opzioni di gioco. Inoltre è possibile entrare per ogni personaggio in configurazione comandi, dove si può impostare ad ogni tasto un attacco specifico.

## Aspetto dei personaggi e Ranking
Al contrario di precedenti capitoli su console casalinghe, in questo titolo è concesso solo cambiare il colore delle tenute dei personaggi (2 ciascuno a parte Kuma e Panda, che sono in realtà lo stesso personaggio con due aspetti diversi).
Per cambiare questi colori è però necessario per ogni personaggio scalare il Ranking: nella schermata di selezione dei personaggi compare il tabellino delle vittorie/sconfitte, indicate anche in percentuale e un cartellino con una scritta, ovvero il Ranking attuale.
Partendo da "Beginner" si scala i Kyu (da 9 a 1) e i dan (da 1 a 4), fino a sbloccare progressivamente i 9 colori alternativi con i gradi successivi: Mentor, Master, Rogue, Brawler, Marauder, Berserker, Warrior, Avenger, Vindicator. La graduatoria continua (presumibilmente) con gli stessi titoli e sistema di progressione di Tekken 6.
Questa progressione può essere sia positiva che negativa.
A differenza di Tekken 6, tutti i gradi sono ottenibili giocando anche offline. (in Tekken 6 si può arrivare offline fino a 1st Dan, poi si deve giocare online per quelli successivi).

## Accoglienza
| Testata                          | Giudizio |
| -------------------------------- | -------- |
| Metacritic (media al 23-10-2022) | 64/100   |
| Multiplayer.it                   | 7.9/10   |
| SpazioGames.it                   | 7.5/10   |
| IGN                              | 7.5/10   |

Il gioco è stato accolto abbastanza bene sia dalla critica italiana che da quella straniera.